# بورتیجالی
بورتیجالی (به ایتالیایی: Bortigali) یک کومونه در ایتالیا است که در استان نیورو واقع شده‌است.

## خصوصیات
بورتیجالی ۶۷٫۴ کیلومترمربع مساحت و ۱٬۵۰۲ نفر جمعیت دارد و ۵۱۰ متر بالاتر از سطح دریا واقع شده‌است.